# Azángaro (provincie)
Azángaro is een provincie in de regio Puno in Peru. De provincie heeft een oppervlakte van  4.970 km² en telt 136.819 inwoners (2015). De hoofdplaats van de provincie is het district Azángaro.

## Bestuurlijke indeling
De provincie Azángaro is verdeeld in vijftien districten, UBIGEO tussen haakjes:
- (210202) Achaya
- (210203) Arapa
- (210204) Asillo
- (210201) Azángaro, hoofdplaats van de provincie
- (210205) Caminaca
- (210206) Chupa
- (210207) José Domingo Choquehuanca
- (210208) Muñani
- (210209) Potoni
- (210210) Saman
- (210211) San Antón
- (210212) San José
- (210213) San Juan de Salinas
- (210214) Santiago de Pupuja
- (210215) Tirapata

Azángaro · Carabaya · Chucuito · El Collao · Huancane · Lampa · Melgar · Moho · Puno · San Antonio de Putina · Sandia · San Román · Yunguyo